# Chrysothlypis
Chrysothlypis – rodzaj ptaków z rodziny tanagrowatych (Thraupidae).

## Występowanie
Rodzaj obejmuje gatunki występujące w Ameryce Centralnej i północno-zachodniej części Ameryki Południowej.

## Morfologia
Długość ciała 12 cm, masa ciała 9,8–15 g.

## Systematyka

### Etymologia
Nazwa rodzajowa jest połączeniem słów z języka greckiego: χρυσος khrusos – „złoto” oraz θλυπις thlupis – nieznany ptak, być może jakaś zięba. W ornitologii thlypis oznacza albo lasówkę lub, jak w tym przypadku, cienkodziobą tanagrę.

### Gatunek typowy
Tachyphonus chrysomelas P.L. Sclater & Salvin

### Podział systematyczny
Do rodzaju należą następujące gatunki:
- Chrysothlypis chrysomelas (Sclater,PL & Salvin, 1869) – tanagerek żółtogłowy
- Chrysothlypis salmoni (Sclater,PL, 1886) – tanagerek szkarłatny